# Bellingshausen Dome
Der Bellingshausen Dome (polnisch Kopuła Bellingshausena) ist eine etwa 200 Meter hohe Eiskappe auf King George Island, der größten der Südlichen Shetlandinseln. Er bildet den südwestlichen Ausläufer des Arctowski Dome und stellt die nordöstliche Grenze der Fildes-Halbinsel dar. Erstmals taucht er 1973 auf einer sowjetischen Karte unter dem Namen Малый купол (Maly kupol, ‚Kleine Kuppel‘) als eigenständig benanntes Objekt auf.  Auf deutschen, brasilianischen, chilenischen und uruguayischen Karten der 1980er und frühen 1990er Jahre ist die Eiskappe als Collinseiskappe (portugiesisch und spanisch Glaciar Collins) beschriftet. Auf dieser Benennung (offenbar nach dem Collins Harbour) fußen auch die Bezeichnungen Nördliche und Südliche Collinsmoräne.
Die 1984 erfolgte und in der englischen Form dem Wissenschaftlichen Ausschuss für Antarktisforschung (Scientific Committee on Antarctic Research, SCAR) gemeldete polnische Benennung bezieht sich auf die nahe gelegene sowjetische Bellingshausen-Station. 2007 wurde die Benennung vom britischen Antarctic Place-names Committee (APC) ebenfalls ans SCAR gemeldet.
Die Eiskappe entwässert sowohl nach Nordwesten zur Drakestraße (etwa durch Kalben in die Porębski Cove [„Gletscherbucht“ auf der deutschen Karte von 1984] und über den Gletscherbach in die See-Elefanten-Bucht) als auch nach Süden zur Maxwell Bay (durch Kalben in den Collins Harbour und über den Schiffsbach zur Schiffsbucht).